# Fraser Valley Regional District
Der Fraser Valley Regional District ist ein Regionaldistrikt in der kanadischen Provinz British Columbia. Er ist 13.335,28 km² groß und zählt 295.934 Einwohner (2016). Beim Zensus 2011 wurden noch 277.593 Einwohner ermittelt. Hauptort ist Chilliwack.

## Geographische Lage
Der Fraser Valley Regional District liegt im südwestlichen Teil von British Columbia und grenzt an Whatcom County im US-Bundesstaat Washington im Süden, den Regionaldistrikten Metro Vancouver im Westen, Okanagan-Similkameen Regional District im Osten sowie Thompson-Nicola Regional District und Squamish-Lillooet Regional District im Norden. Die Städte Whistler und Lytton liegen unmittelbar nördlich seiner Grenze.

## Administrative Gliederung
Der Distrikt ist aufgeteilt in 6 Gemeinden und 9 Wahlkreise. Die folgende Tabelle listet die Gemeinden und Wahlkreise nach der Bevölkerungsstatistik der Volkszählung 2011 auf.
| Name                 | Verwaltungseinheit | Bevölkerung (2016) |
| -------------------- | ------------------ | ------------------ |
| Abbotsford           | Stadt              | 141.397            |
| Chilliwack           | Stadt              | 83.788             |
| Mission              | Bezirksgemeinde    | 38.833             |
| Hope                 | Bezirksgemeinde    | 6.181              |
| Kent                 | Bezirksgemeinde    | 6.067              |
| Harrison Hot Springs | Dorf               | 1.468              |

## Politische Struktur
Der Regionaldistrikt ist eine Föderation der Gemeinden und Wahlkreise. Jede Gemeinde ernennt für den Regionaldistrikt Abgeordnete proportional zu ihrer Einwohnerzahl und jeder Wahlkreis wählt einen Abgeordneten.

## Wirtschaft
Auswertung natürlicher Ressourcen, speziell Landwirtschaft, Forstwirtschaft und Kiesabbau spielten für das wirtschaftliche Wachstum eine bedeutende Rolle. Obwohl Dienstleistungen im Tourismus- und Freizeitbereich stetig wichtiger werden, spielen Handel und Industrie in den Gemeinden und Landwirtschaft in den Wahlkreisen die Hauptrolle.

## Geographie und Klima
Die gemeindefreien Wahlkreise bestehen vorwiegend aus steilen, unbewohnbaren Abhängen der schneebedeckten Berge. Die meisten Gemeinden liegen zwischen diesen Berghängen und dem Fraser River. Autobahnen und Bahnlinien verbinden die Gemeinden untereinander und mit Vancouver. Gemildert, aber nicht direkt beeinflusst vom Pazifik hat das Tal das mildeste Klima Kanadas. Moderate bis hohe Niederschlagsmengen fallen im Winter, aber nur wenige Tage im Jahr schneit es, manche Winter auch gar nicht. Die Sommer sind trocken mit angenehmen Temperaturen und nur gelegentlich heißen Tagen.